# Timofiej Łuniow
Timofiej Timofiejewicz Łuniow, ros. Тимофей Тимофеевич Лунёв, białorus. Цiмафей Цiмафеевiч Лунёў, Cimafiej Cimafiejewicz Łuniou (ur. 6 lutego 1926 w Mińsku, zm. 21 marca 1987 tamże) – reprezentujący ZSRR biało4uski lekkoatleta, specjalizujący się w biegu na 400 metrów przez płotki. Zawodnik Iskry Mińsk.

## Życiorys
Urodził się 6 lutego 1926 roku w Mińsku. W 1952 roku ukończył Białoruski Instytut Państwowy Wychowania Fizycznego. Pracował jako trener reprezentacji BSRR i starszy wykładowca Katedry Lekkiej Atletyki BIPWF. Zmarł w 1987 roku.

## Kariera sportowa
Na mistrzostwach Europy w 1950 odpadł w półfinale.
Podczas igrzysk olimpijskich w Helsinkach (1952) także zakończył swój udział na fazie półfinałowej.
Dwukrotnie ustanawiał rekordy kraju:
- 53,3 (23 lipca 1948, Moskwa)
- 52,7 (8 sierpnia 1949, Moskwa)

## Rekordy życiowe
- Bieg na 400 metrów przez płotki – 51,7 (1953)